# طاقة شمسية فضائية

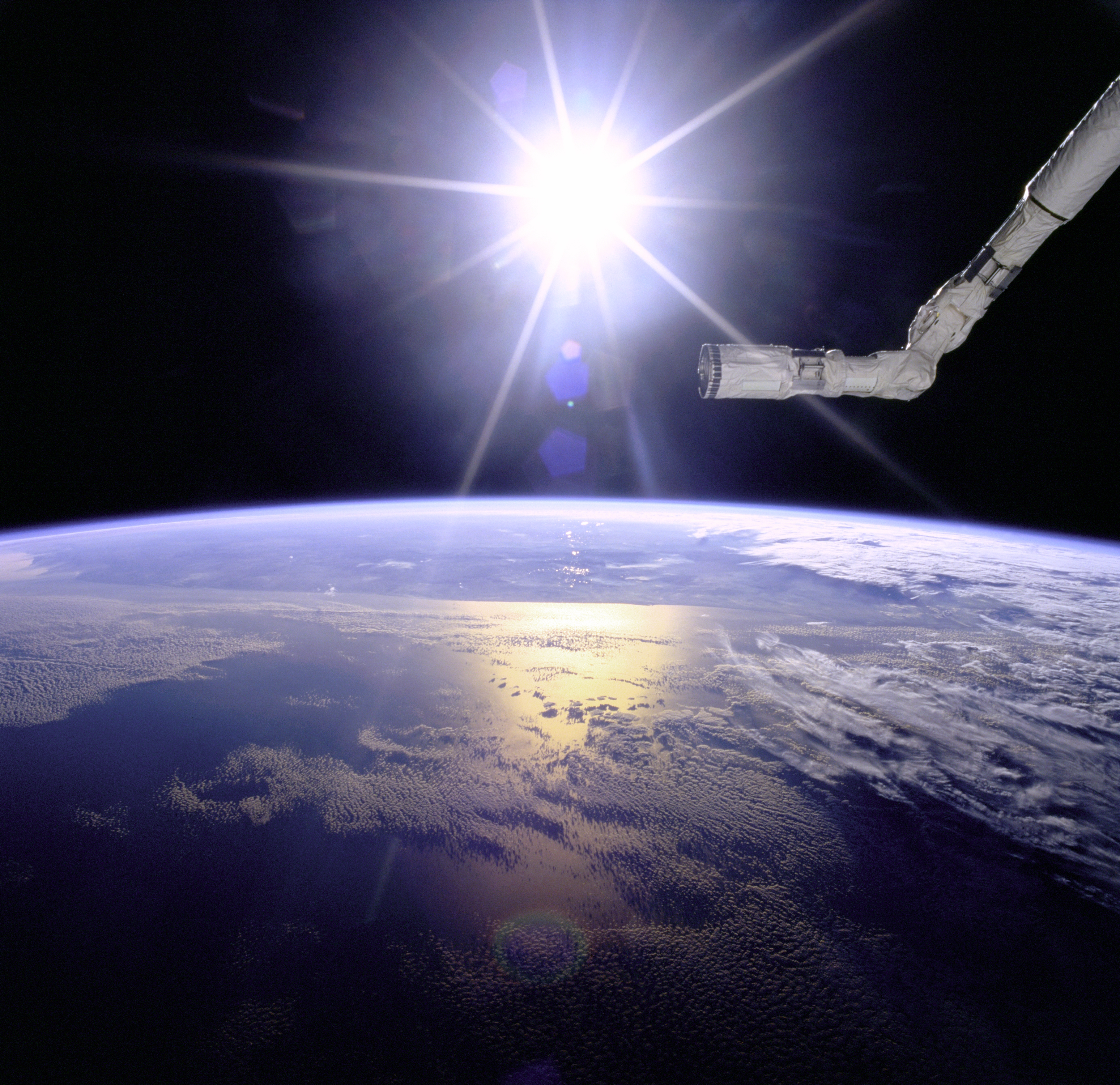
الشمس فوق الأرض.

الطاقة الشمسية الفضائية (بالإنجليزية: Space-based solar power, SBSP)‏ هو تحويل الطاقة الشمسية المكتسبة في الفضاء إلى أي نوع آخر من الطاقة (الكهربائية أساسا)، بوضع أقمار صناعية ضخمة في مدارات في الفضاء، تكون عبارة عن أجسام عملاقة قابلة للتمدد، وتكون مكونة من ألواح وهوائيات قادرة على تجميع أشعة الشمس لتحويلها إلى طاقة كهربائية بحيث تقوم بتلك المهمة بالتحديد. ومن ثم يمكن تحويل حزمة الأشعة، لدى تلقيها في محطات الاستقبال الموجودة على سطح الأرض، إلى تيار كهربائي أو وقود اصطناعي يتدفقان بشكل متواصل إلى شبكات خطوط الكهرباء بغض النظر عن الفصل (صيفاً أم شتاء) أو الطقس أو المكان، وذلك على النقيض من التيار الكهربائي المولد في المحطات الأرضية المستخدمة للطاقة الشمسية.

## تقنية
تكمل العملية بإقامة أقمار صناعية لجمع الطاقة الشمسية من المدارات «جيوسينكرونوس geosynchronous» على بعد 22 ألف ميل في الفضاء. وتبعث تلك الأقمار الصناعية ميغاواط من الطاقة الشمسية، بترددات كهروميغناطيسية، إلى أجهزة استقبال، حيث يتم تحويلها إلى كهرباء وتنقل عبر قضبان الطاقة.
تمركز الأقمار الصناعية في تلك المدارات البعيدة ونظراً لعدم انعكاس ظل الأرض عليها، يعني فيضاً لا ينضب ومتواصلاً، على مدار الساعة، من الطاقة الكهربائية المتجددة.

## تاريخ
العالم الأمريكي بيتر غلاسر كان أول من اخترق فكرة توليد الطاقة الشمسية من الفضاء عام 1968.
تمت عدة دراسات في هذا الموضوع، منها دراسة «دائرة الطاقة» بوكالة الفضاء والطيران الأمريكية ناسا للمقترح خلال فترة السبعينيات، إلى أن التقنية قابلة للتطبيق، باستثناء تكلفتها الباهظة. قدرت التكلفة المقدرة لتشييد البنية الهيكلية للمشروع بنحو تيرليون دولار، وهو مبلغ كبير.
أعادت الوكالة الأمريكية النظر في المشروع مجدداً في التسعينيات، وبالرغم من تراجع تكلفة الأقمار الصناعية وتقدمها التقني، إلا أن التكلفة الأولية ما زالت عالية للغاية. وفي عام 2002، أجلت الوكالة المشروع إلى أجل غير مسمى.

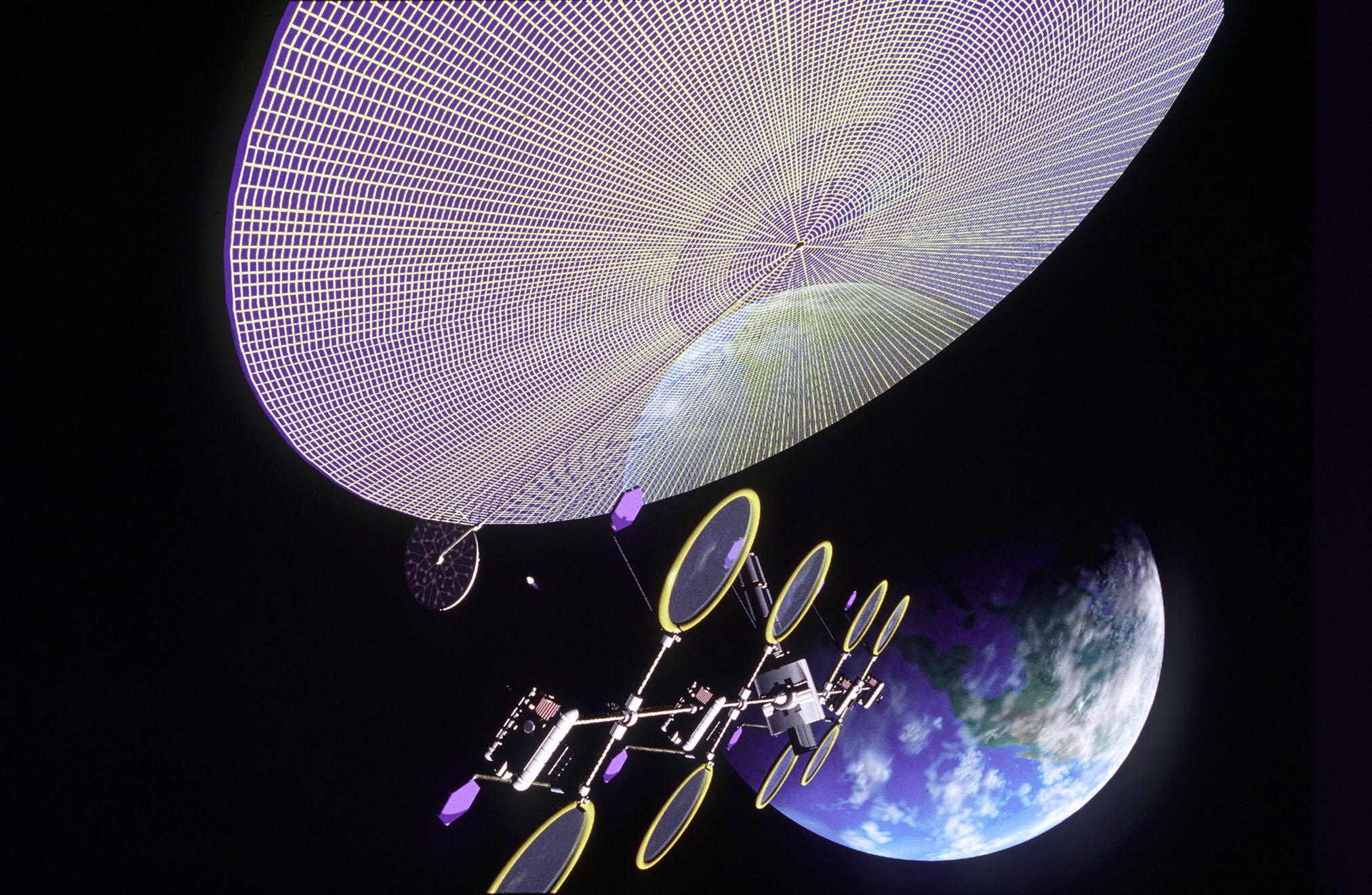

أعاد التصاعد الحاد في أسعار النفط، بجانب ازدياد الوعي العام بشأن المتغيرات المناخية وتنامي المخاوف من نضوب الموارد الطبيعية، إحياء الاهتمامات بالطاقة الشمسية. وشجع تقرير صادر عن مكتب أمن الفضاء القومي التابع للبنتاغون عام 2007، الحكومة الأمريكية إلى تولي دور ريادي في تطوير أنظمة توليد الطاقة من الفضاء.
انفقت اليابان ملايين الدولارات على دراسات لتوليد الطاقة من الفضاء منذ عقود، تعمل حالياً لإجراء اختبار محدود في هذا الصدد في المستقبل القريب.

## كلفة
تصل الكلفة الرئيسية، المتعلقة بنقل المعدات والمواد إلى المدار على متن مكوك فضائي، إلى 20 ألف دولار للكيلوغرام الواحد، من الحمولة التي يمكن لمركبة فضائية نقلها. ويعتقد مؤيدو فكرة توليد الكهرباء من الأشعة الشمسية الفضائية أن المشروع سيصبح قابلاً للتطبيق من الناحية الاقتصادية إذا ما تم التوصل إلى تقليص كلفة نقل الحمولة بحيث تصبح أقل من 200 دولار للكيلوغرام الواحد، وإذا ما تم التوصل إلى تقليص مجمل كلفة إيصال المعدات وقيام الربوطات بتجميعها أثناء وجودها في موقعها الثابت إزاء الأرض إلى أقل من 3 آلاف و500 دولار للكيلوغرام الواحد.

## المزايا والمساوئ

### المزايا
- يعَد مفهوم الطاقة الشمسية الفضائية مفهومًا جذابًا بسبب تفوق الفضاء على سطح الأرض بالعديد من المزايا الرئيسة في جمع الطاقة الشمسية:
- الفضاء دائمًا في وقت الظهيرة الشمسية والشمس كاملة.
- يمكن أن تتلقى أسطح التجميع أشعة شمس أكثر كثافة، بسبب انعدام العوائق مثل غازات الغلاف الجوي، والسحب، والغبار، والظواهر الجوية الأخرى. لذا، تبلغ الكثافة في المدار حوالي 144% من أقصى كثافة يمكن تحقيقها على سطح الأرض.[3]
- يمكن أن يُضاء القمر الاصطناعي لأكثر من 99% من الوقت، ويكون في ظل الأرض 72 دقيقة فقط ضمن حد أقصى في الليلة في فصل الربيع، ويتساوى القسم المضاء والقسم المظلم عند منتصف الليل المحلي. يمكن أن تتعرض الأقمار الصناعية المدارية لدرجة عالية مستمرة من الإشعاع الشمسي، لمدة 24 ساعة في اليوم عمومًا، في حين تجمع الألواح الشمسية الأرضية الطاقة حاليًا خلال 29% من اليوم.[4]
- تمكن إعادة توجيه الطاقة بشكل سريع نسبيًا مباشرةً إلى المناطق الأحوَج لها. يمكن أن يوجه القمر الاصطناعي المجمع الطاقة حسب الطلب إلى مواقع سطحية مختلفة بناءً على احتياجات محطات الحمل الأساسي الجغرافية أو احتياجات طاقة حمل الذروة.
- التخلص من تدخل النباتات والحياة البرية.
- يمكن أن تقلل التطبيقات واسعة النطاق -خاصةً على ارتفاعات منخفضة- الإشعاع الشمسي الوارد إلى سطح الأرض. وهذا أمر مرغوب فيه لمواجهة آثار الاحترار العالمي.

### المساوئ
- يواجه مفهوم الطاقة الشمسية الفضائية أيضًا عددًا من المشاكل:
- التكلفة الكبيرة لإطلاق قمر صناعي إلى الفضاء. لكل 6.5 كغم/كيلوواط، لا يمكن أن تتجاوز تكلفة وضع قمر صناعي لإرسال الطاقة الشمسية في منطقة مدار أرضي جغرافي متزامن 200 دولار/كغم إذا كان من المقرر أن تكون تكلفة الطاقة تنافسية.
- تتطلب الأشعة الضوئية الميكروية مجالًا من درجة الجيجاواط بسبب انتشار الأشعة وفق قرص أيري. ينتشر عادةً قرص إرسال طوله كيلومتر واحد بتردد 2.45 جيجاهرتز إلى مسافة 10 كم على المسافة الأرضية.[5][6][7][8]
- عدم القدرة على تقييد انتقال الطاقة داخل زوايا الحزمة الدقيقة. مثلًا، يلزم وجود حزمة مقدارها 0.002 درجة (7.2 ثانية قوسية) للبقاء ضمن مسافة كيلومتر واحد من هدف هوائي الاستقبال من الارتفاع الثابت بالنسبة للأرض. نشرت أنظمة نقل الطاقة اللاسلكية الموجهة الأكثر تقدمًا اعتبارًا من عام 2019 نصف عرض حزمة الطاقة عبر 0.9 درجة قوسية على الأقل.
- عدم إمكانية الوصول: تعَد صيانة الألواح الشمسية الأرضية بسيطة نسبيًا، ولكن عادةً ما تتم أعمال البناء والصيانة للألواح الشمسية الفضائية عن بُعد. إضافة إلى التكلفة، يتعرض رواد الفضاء العاملون في المدار الأرضي الجغرافي المتزامن (جي إي أو) لمخاطر إشعاعية عالية ومجازفات غير مقبولة، وتكلف نحو ألف مرة أكثر من نفس المهمة المنفذة عن بُعد.
- البيئة الفضائية معادية؛ إذ تعاني الألواح الكهروضوئية (في حالة استخدامها) من نحو 8 أضعاف التدهور الذي قد تتعرض له على الأرض (باستثناء المدارات المحمية بالغلاف المغناطيسي).[9]
- تشكل المخلفات الفضائية خطرًا كبيرًا على الأجسام الكبيرة في الفضاء، وخاصةً الهياكل الكبيرة مثل نظم الطاقة الشمسية الفضائية التي تمر على مقربة أقل من 2000 كيلومتر من المخلفات. تقل مخاطر الاصطدام في المدار الأرضي الجغرافي المتزامن؛ لأن جميع الأقمار الاصطناعية تتحرك في نفس الاتجاه  وبنفس السرعة تقريبًا.
- يتطلب تردد البث لوصلة هبوط الموجات الميكروية (في حال استخدامها) عزلَ أنظمة الطاقة الشمسية الفضائية بعيدًا عن الأقمار الصناعية الأخرى. استُخدمت المدارات الأرضية الجغرافية المتزامنة جيدًا بالفعل، ومن غير المحتمل أن يسمح الاتحاد الدولي للاتصالات السلكية واللاسلكية بإطلاق أقمار اصطناعية للطاقة الشمسية.[10]
- الحجم الكبير والتكلفة المقابلة لمحطة الاستقبال الأرضية. قدر كيث هينسون، باحث الطاقة الشمسية الفضائية، التكلفة بمليار دولار لكل 5 جيجاواط.[11]
- فقد الطاقة خلال المراحل المتعددة لتحويل الفوتونات إلى إلكترونات ثم إلى فوتونات تعود إلى الإلكترونات.[12]
- يصعب البدء بالتخلص من الحرارة المهدرة في أنظمة الطاقة الفضائية، ويصبح مستعصيًا حين تُصمم المركبة الفضائية بالكامل لامتصاص أكبر قدر ممكن من الإشعاع الشمسي. قد تتدخل أنظمة التحكم الحرارية في المركبات الفضائية التقليدية مثل الدوارات الإشعاعية مع انسداد الألواح الشمسية أو أجهزة إرسال الطاقة.

## التصميم
تتكون الطاقة الشمسية الفضائية أساسًا من ثلاثة عناصر:
1. جمع الطاقة الشمسية في الفضاء باستخدام عاكسات أو مرايا متضخمة تركز الأشعة على الخلايا الشمسية أو سخانات للأنظمة الحرارية.
2. نقل الطاقة لاسلكيًا إلى الأرض باستخدام الموجات الميكروية أو الليزر.
3. تلقي الطاقة على الأرض بواسطة هوائي مقوّم (ريكتنا)، هوائي الموجات الميكروية.

لن يحتاج الجزء الفضائي إلى دعم نفسه ضد الجاذبية (ما عدا ضغوط المد والجزر الضعيفة نسبيًا). ولا يحتاج إلى حماية من الرياح أو الأحوال الجوية الأرضية، ولكن سيكون عليه التعامل مع المخاطر الفضائية مثل النيازك الدقيقة والانفجارات الشمسية. درست طريقتان أساسيتان للتحويل وهما: الألواح الضوئية (بّي فّي) والطاقة الشمسية الحرارية (إس دي). ركزت معظم تحليلات الطاقة الشمسية الفضائية على التحويل الكهروضوئي باستخدام خلايا شمسية تحول ضوء الشمس مباشرةً إلى كهرباء. تستخدم الطاقة الشمسية الحرارية المرايا لتركيز الضوء على المراجل (المسخنات). يقلل استخدام الطاقة الشمسية الحرارية من الكتلة لكل واط. اقترح نقل الطاقة لاسلكيًا في وقت باكر وسيلةً لنقل الطاقة من مكان التجميع إلى سطح الأرض، باستخدام الموجات الميكروية أو أشعة الليزر في ترددات مختلفة.

### نقل الطاقة باستخدام الموجات الميكروية
أظهر ويليام س. براون عام 1964، خلال برنامج أخبار والتر كرونكايت على  شبكة سي بي إس التلفزيونية، طائرة مروحية نموذجية تعمل بالموجات الميكروية تلقت كل الطاقة اللازمة للطيران من حزم الموجات الميكروية. شغل براون منصب المدير الفني لبرنامج مختبر الدفع النفاث رايثيون بين عامي 1969 و1975 الذي بث 30 كيلوواط من الطاقة على مسافة ميل واحد (1,6 كم) وبكفاءة 9,6%.
أثبتت الاختبارات التي أُجريت في غولدستون في كاليفورنيا (1975) وغراند باسين في جزيرة ريونيون (1997) صحة انتقال موجات الطاقة الميكروية لعشرات الكيلوواط.
في الآونة الأخيرة، برهن فريق بقيادة جون س. مانكينز انتقال موجات الطاقة الميكروية، بالاقتران مع التقاط الطاقة الشمسية، بين قمة جبل في ماوي وجزيرة هاواي (على بعد 92 ميلًا). تُعد التحديات التقنية من ناحية تخطيط المصفوفات وتصميم عنصر الإشعاع الفردي والكفاءة العامة إضافةً إلى الحدود النظرية المرتبطة بها موضعَ بحث في الوقت الحاضر، كما اتضح من الجلسة الخاصة حول «تحليل الأنظمة اللاسلكية الكهرومغناطيسية لنقل الطاقة الشمسية» التي عقدت خلال ندوة معهد مهندسي الكهرباء والإلكترونيات (آي تربل إي) لعام 2010 حول الهوائيات والانتشار. في عام 2013، نشرت دراسة عامة مفيدة، تغطي التقنيات والقضايا المرتبطة بنقل أمواج الطاقة الميكروية من الفضاء إلى الأرض. وتتضمن مقدمة عن الأقمار الاصطناعية للطاقة الشمسية، والبحوث الحالية، والتوقعات المستقبلية. وعلاوةً على ذلك، ظهرت مراجعة للمنهجيات والتقنيات الحالية لتصميم المصفوفات الهوائية لنقل أمواج الطاقة الميكروية ضمن إجراءات معهد مهندسي الكهرباء والإلكترونيات.

## وصلات خارجية
- Energy from Space مداخلة مانكنز حول الطاقة الشمسية الفضائية
- Energy from Space مداخلة هوفرت

2007 - International Union of Radio Science- History of SPS Developpements - White Paper (بالإنجليزية) *
- (بالإنجليزية)
- (بالإنجليزية) Présentation ESA على يوتيوب * (بالإنجليزية) Présentation JAXA على يوتيوب * (بالإنجليزية) Documentary Future Channel (20 min)
- (بالإنجليزية) NASA DVD
- (بالإنجليزية) Electricity from Orbit: The Case for R & D (55 minutes,2007) على يوتيوب